# Batang Pane II
Batang Pane II is een bestuurslaag in het regentschap Padang Lawas Utara van de provincie Noord-Sumatra, Indonesië. Batang Pane II telt 1891 inwoners (volkstelling 2010).